# Slapton, Devon
Slapton är en by och en civil parish i South Hams i Storbritannien. Den ligger i grevskapet Devon och riksdelen England, i den södra delen av landet, 280 km sydväst om huvudstaden London. Orten har 434 invånare (2011). Byn nämndes i Domedagsboken (Domesday Book) år 1086, och kallades då Sladone/Sladona.
Klimatet i området är tempererat. Årsmedeltemperaturen i trakten är 9 °C. Den varmaste månaden är juli, då medeltemperaturen är 15 °C, och den kallaste är februari, med 4 °C.